# Polemon I
Polemon I (Oudgrieks Πολέμων / Polémōn) was de zoon van Zenon, de redenaar van Laodikeia.

## Cilicië
Polemon was oorspronkelijk een rijke burger van de stad Laodicea in Phrygië, maar hij won de gunst van de Romeinse bevelhebber Marcus Antonius doordat hij in 40 v.Chr., samen met zijn vader, de verdediging van zijn vaderstad tegen Quintus Labienus en de Parthen organiseerde. Het was als beloning voor zijn diensten verleend door zowel zijn vader als hemzelf dat Polemon door Marcus Antonius in 39 v.Chr. werd aangesteld als heerser over een deel van Cilicië (Appian., Bell. Civ. V 75 ; Strab., XII p. 578.). In de daaropvolgende periode wist hij van de triumvir de heerschappij over het belangrijkere Pontus te verkrijgen in ruil voor zijn vorstendom, wat hem de titel van koning van Pontus opleverde. De precieze datum van deze verandering van rijk is niet bekend, maar Polemon wordt door Cassius Dio reeds in 36 v.Chr. koning van Pontus genoemd, in welk jaar hij samenwerkte met Marcus Antonius in een campagne tegen de Parthen. Bij deze gelegenheid moest hij delen in de nederlaag van Appius Statianus en werd hij gevangengenomen door de Parthische koning Phraates IV, maar hij stond toe dat men het losgeld betaalde waardoor hij zijn vrijheid herkreeg (Cass. Dio, XLIX 25 ; Plut., Ant. 38.)

## Armenië
In 35 v.Chr. werd hij door Marcus Antonius belast met de onderhandelingen met de Medische koning Artavasdes, die hij wist los te weken uit de alliantie met Parthië, en over te halen naar het kamp van Rome: een dienst waarvoor hij vervolgens werd beloond door de triumvir door het toevoegen van Armenia minor aan zijn rijk (Cass. Dio, XLIX 33, 44.). Maar hoewel hij zijn troon had te danken aan Marcus Antonius slaagde hij er in om niet in diens val te worden meegesleurd. Hoewel hij in 30 v.Chr. hulptroepen had gestuurd om deze bij te staan, slaagde hij erin vrede te sluiten met Octavianus, die zijn koninkrijk erkende en hem enkele jaren nadien de eretitel van vriend en bondgenoot van het Romeinse volk verleende (Plut., Ant. 61; Strab., XII p. 578; Cass. Dio, LIII 25.).

## Bosporus
In de daaropvolgende periode (rond 16 v.Chr.) werd hij door Marcus Vipsanius Agrippa met de taak toevertrouwd om het koninkrijk van de Bosporus te veroveren, dat na de dood van Asander door Scribonius was geüsurpeerd. De usurpator werd ter dood gebracht door de Bosporani vóór de aankomst van Polemon, die zich ondanks enige weerstand wist uit te roepen tot soeverein van het land, waarin hij werd bevestigd, eerst door Agrippa en vervolgens door Augustus zelf (Cass. Dio, LIV 24.). Zijn regering was hierna nog lang en welvarend: zijn rijk omvatte, naast Pontus zelf, Colchis en de andere provinciae, inclusief het koninkrijk van de Bosporus, waarvan hij de grens wist uit te breiden tot aan de Tanaïs-rivier.

## Levenseinde
Polemon verwoestte de stad met dezelfde naam, die had gewaagd haar juk af te gooien (Strab., XI pp. 493, 495, 499.). Maar toen hij betrokken geraakte in een expeditie tegen de barbaarse stam van de Aspurgiërs (die de bergen boven Phanagoria, dwz. de Kaukasus bewoonden) werd hij niet enkel door hen verslagen, maar ook gevangengenomen en onmiddellijk ter dood gebracht (Id., XI p. 495, XII p. 556.). Zijn overlijdensdatum is niet bekend, maar uit een inscriptie blijkt dat hij nog steeds op de troon moet hebben gezeten in 2 n.Chr. (Böckh, Corp. Inscr., vol. II, nr. 3524; Eckhel, vol. II, p. 369.).

## Familie
Polemon was tweemaal getrouwd: eerst met Dynamis, een dochter van Pharnaces en kleindochter van Mithridates de Grote, bij wie hij geen kinderen lijkt te hebben gehad (Cass. Dio, LIV 24) ; en met Pythodoris, die hem zou opvolgen op de troon. Bij haar had hij twee zonen, Polemon II en Zenon, koning van Armenia, en een dochter die was getrouwd met Cotys, koning van Thracië (Strab., XII p. 556 ; Tac., Ann. II 56.).

## Referentie
- W. Smith, art. Polemon (1), in W. Smith (ed.), A dictionary of Greek and Roman Biography and Mythology, III, Boston, 1867, p. 434.